# Listes de saints issus d'une famille princière
- Haut – A
- B
- C
- D
- E
- F
- G
- H
- I
- J
- K
- L
- M
- N
- O
- P
- Q
- R
- S
- T
- U
- V
- W
- X
- Y
- Z

## A
- saint Alfred le Grand (Wessex)
- saint Ansegisel (Pippinides)
- saint Arnoul(d), évêque de Metz (Pippinides)
- sainte Agnès de Bohême (Přemyslides)
- sainte Amalberge de Gand (Pippinides)
- sainte Amalberge de Maubeuge (Pippinides)

## B
- Sainte Bathilde, épouse de Clovis II
- Sainte Begga (Pippinides)
- Sainte Brigitte de Suède

## C
- saint Casimir de Pologne (Jagellon)
- bienheureux Charlemagne
- bienheureux Charles Ier d'Autriche (Habsbourg-Lorraine)
- saint Chrodegang de Metz (Robertiens par sa mère, cousin de Charles Martel)
- sainte Clotilde (Mérovingiens)
- saint Clou de Metz (Pippinides)
- saint Cloud (Mérovingiens)
- sainte Colombe de Sens (issue de la famille royale espagnole)
- saint Contard d'Este (cfr Nominis)

## D
- saint David d'Écosse, roi d'Écosse.
- Saint Dagobert, roi d'Austrasie (Mérovingiens).
- sainte Dode (Pippinides)

## E
- saint Édouard le confesseur, roi d'Angleterre
- saint Edmond d'Est-Anglie, roi d'Est-Anglie (Angleterre)
- sainte Edwige de Silésie ou Hedwige d'Andechs (+1243), fille de Berthold III.
- sainte Élisabeth de Hongrie (Árpád)
- sainte Élisabeth de Portugal (famille d'Aragon par son père, reine du Portugal par mariage)
- sainte Énimie (selon la légende fille de Clotaire II, connue comme la sœur de Dagobert Ier)
- saint Étienne Ier de Hongrie (Árpád)
- saint Éric IX de Suède, roi de Suède

## F
- Saint Ferdinand, (Ferdinand III de Castille), (Maison d'Ivrée)
- Saint François de Borgia

## G
- Sainte Gertrude, abbesse de Nivelle (Pippinides)
- Bienheureuse Gisèle de Bavière, épouse d'Etienne Ier, première reine de Hongrie. Décédée vers 1060.
- Saint Gontran, roi des Burgondes (Mérovingien).

## H
- Sainte Hélène d'Anjou, reine de Serbie (+1314)
- Sainte Hélène, mère de l'Empereur romain Constantin Ier.

## I
- Sainte Isbergue (carolingiens)

## J
- Sainte Jeanne de France (1464-1505), fille de Louis XI, roi de France, canonisée en 1950

## K
- saint Knut IV de Danemark, roi de Danemark

## L
- Saint Liévin, évêque de Trêves
- Saint Louis, roi de France, fêté le 25 août
- Saint Louis d'Anjou (1274-1297).
- sainte Ludmila de Bohême (Přemyslides)
- saint Louis de Gonzague (1568-1591)

## M
- Sainte Marguerite d'Écosse (v. 1045-1093) (Wessex)
- Bienheureuse Marguerite de Lorraine (1463 - 1521)

## O
- saint Olaf II de Norvège, roi de Norvège
- Sainte Onenne

## R
- Sainte Radegonde, épouse de Clotaire Ier
- Sainte Rolende de Gerpinnes, fille du roi Didier de Lombardie, fêtée le 13 mai.

## S
- Saint Sigisbert, roi d'Austrasie (Mérovingien).
- Saint Sigismond, roi des burgondes.

## V
- saint Venceslas (Přemyslides)